# Bandera de Xàtiva
La bandera de Xàtiva o senyera de Xàtiva és el símbol tradicional que representa l'estendard reial sobre un fons roig concedit pel rei Pere el Cerimoniós, a la ciutat, el 1347.

## Història
Xàtiva fou declarada vila reial des de l'inici de la reconquesta i sempre tingué vot a les Corts; estigué al costat del rei durant la Guerra de la Unió, ja que es posicionà en el bàndol reialista, amb la qual cosa el rei Pere II, el 1347, la va recompensar declarant-la ciutat i concedint-li el privilegi de portar l'estendard reial sobre fons roig.
L'ensenya no només representava la ciutat sinó que totes les viles i llocs del seu terme general tenien l'obligació en cas de guerra d'aportar homes per formar milícies sota la bandera de Xàtiva.
La representació gràfica més antiga de la senyera de Xàtiva, se situa sobre un retaule barroc de taulells de ceràmica, situat al costat esquerre de la façana de la Casa Artigues (Botica Central) datat del segle xviii i a escassos metres del campanari de la Seu i on s'hi observa la imatge de la bandera de Xàtiva presidint el castell de la ciutat.
La bandera és molt popular a la ciutat, i a banda dels edificis oficial, penja com a bandera en solitari tant en gran part dels palauets del carrer Montcada o altres edificis monumentals de la ciutat com en els extrems del castell, tant el castell major com el menor, que les fa visibles des de qualsevol punt de la ciutat.

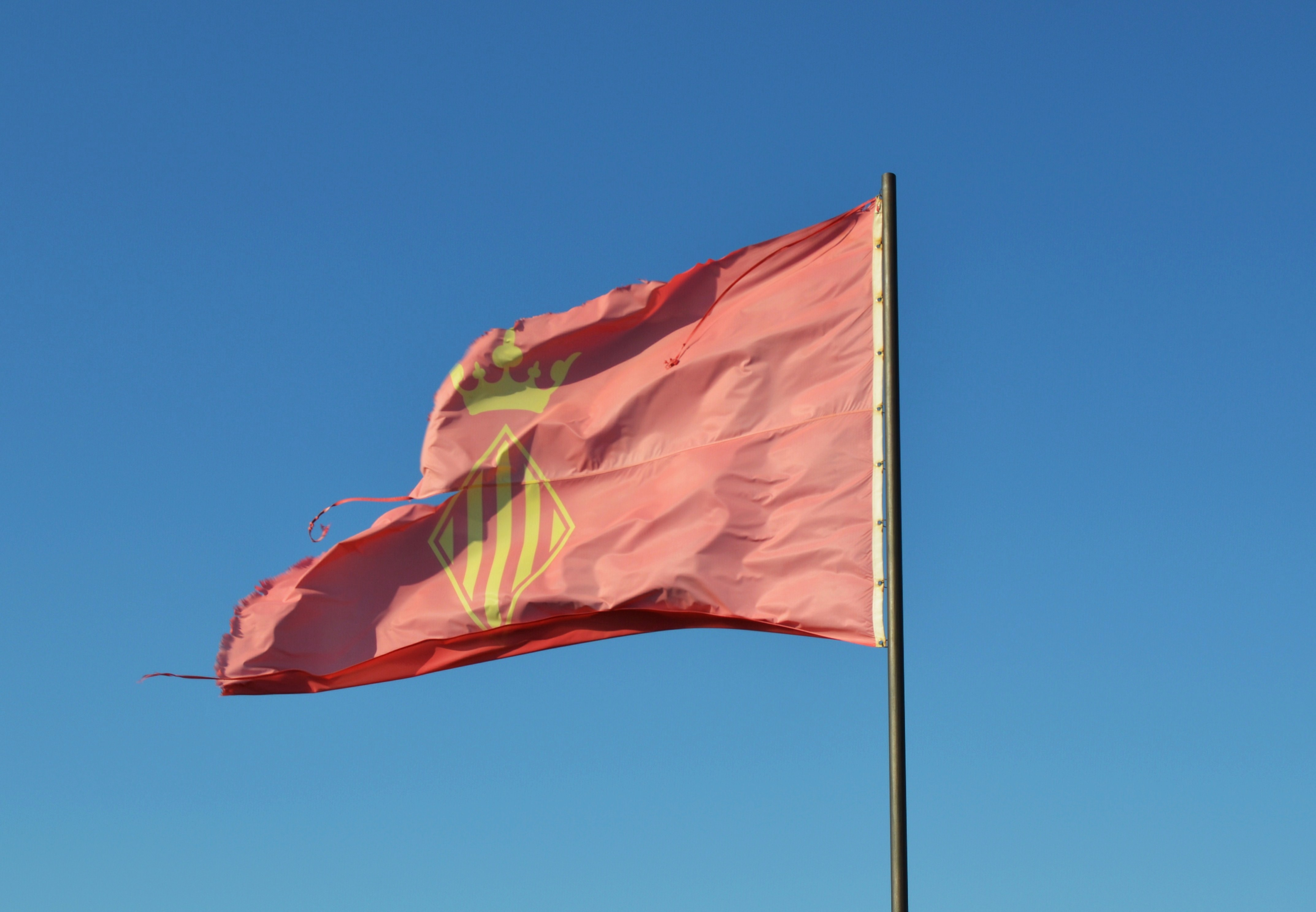
Bandera de Xàtiva al castell.
Bandera de Xàtiva amb el fons carmesí.